# کنه
کَنه‌ها از جانوران کوچک انگلی هستند. کنه‌ها بندپا هستند و از نظر علمی به دو گروه کنه‌های حیوانی یا Ticks و سایر کنه‌ها یا هیره‌ها تقسیم می‌شوند که گروه اخیر را برخی هیره می‌نامند. در باور عامه نام کنه فقط به کنه‌های حیوانی گفته می‌شود که این نوع کنه‌ها از راه خوردن خون پستانداران، پرندگان و گاه خزندگان و دوزیستان تغذیه می‌کنند.
کنه‌ها به همراه هیره‌ها، زیرردهٔ کنه‌ها (Acarina) را تشکیل می‌دهند. کنه‌ها دارای انواع یک‌میزبانه، دومیزبانه و سه‌میزبانه هستند. کنه‌های ایکسودس، هیالوما و بوافیلوس از خانواده سخت‌کنه‌ها عمدتاً در نشخوارکنندگان ایجاد بیماری می‌کنند.
کنه‌های مرغی (ارگاس پریسکوس) نیز از خانوادهٔ نرم‌کنه‌ها هستند.
استفاده از انواع سموم حشره‌کش مانند کومافوس، فن والریت، پرمترین و فلومترین در مبارزه با این انگل‌ها مؤثر است. انواع ان‌ها موجب بروز بیماری‌هایی مانند تب کریمه کنگو می‌شوند که می‌تواند منجر به مرگ شود
که در کشورهای حوزه خاورمیانه بخش‌های جنوبی و شرقی اروپا شمال غربی چین هند و آسیای میانه شیوع دارد و از طریق گوشت دام وارد بدن انسان می‌شود.

## زندگی و تولیدمثل
کنه‌ها انگل‌هایی هستند که از خون سایر جانوران تغذیه می‌کنند. زندگیشان را به صورت تخم شروع می‌کنند که در تابستان به صورت لارو از تخم خارج و به نوک علف‌ها و دیگر گیاهان کوتاه می‌خزند. آن‌ها منتظر می‌مانند تا جانور خون‌گرم بعدی برسد. سپس، روی آن محکم می‌چسبند، به درون پوست نفوذ و شروع به مکیدن خون می‌کنند. زمانی که حریصانه بلعیدند تا به ده برابر اندازهٔ عادی‌شان رسیدند، از میزبان جدا می‌شوند. پاییز و زمستان را استراحت می‌کنند و در بهار به صورت شفیره دگردیسی پیدا می‌کنند و دوباره برای یک غذای خون‌گرم منتظر می‌مانند. این بار وقتی غذا می‌خورند، می‌افتند و بالغ می‌شوند و در زیر بوته‌های کوتاه برای میزبانی بزرگ، اغلب آهو، گوزن شمالی یا انسان منتظر می‌مانند. مادامی که روی بدن جانور میزبان هستند، کنه‌های نر و ماده یکدیگر را پیدا و جفت‌گیری می‌کنند. کنه نر به زودی می‌میرد، در حالی که ماده، مملو از تخم‌های بارورشده، زمستان را می‌گذارند و در بهار آینده تخم‌گذاری می‌کند.

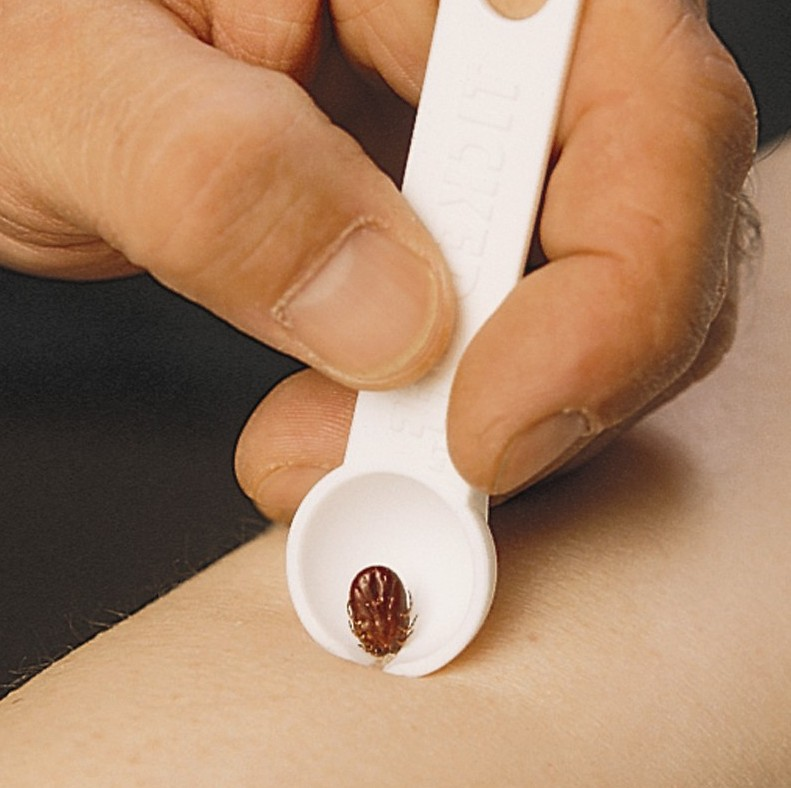
یک قاشق کنه‌گیری.

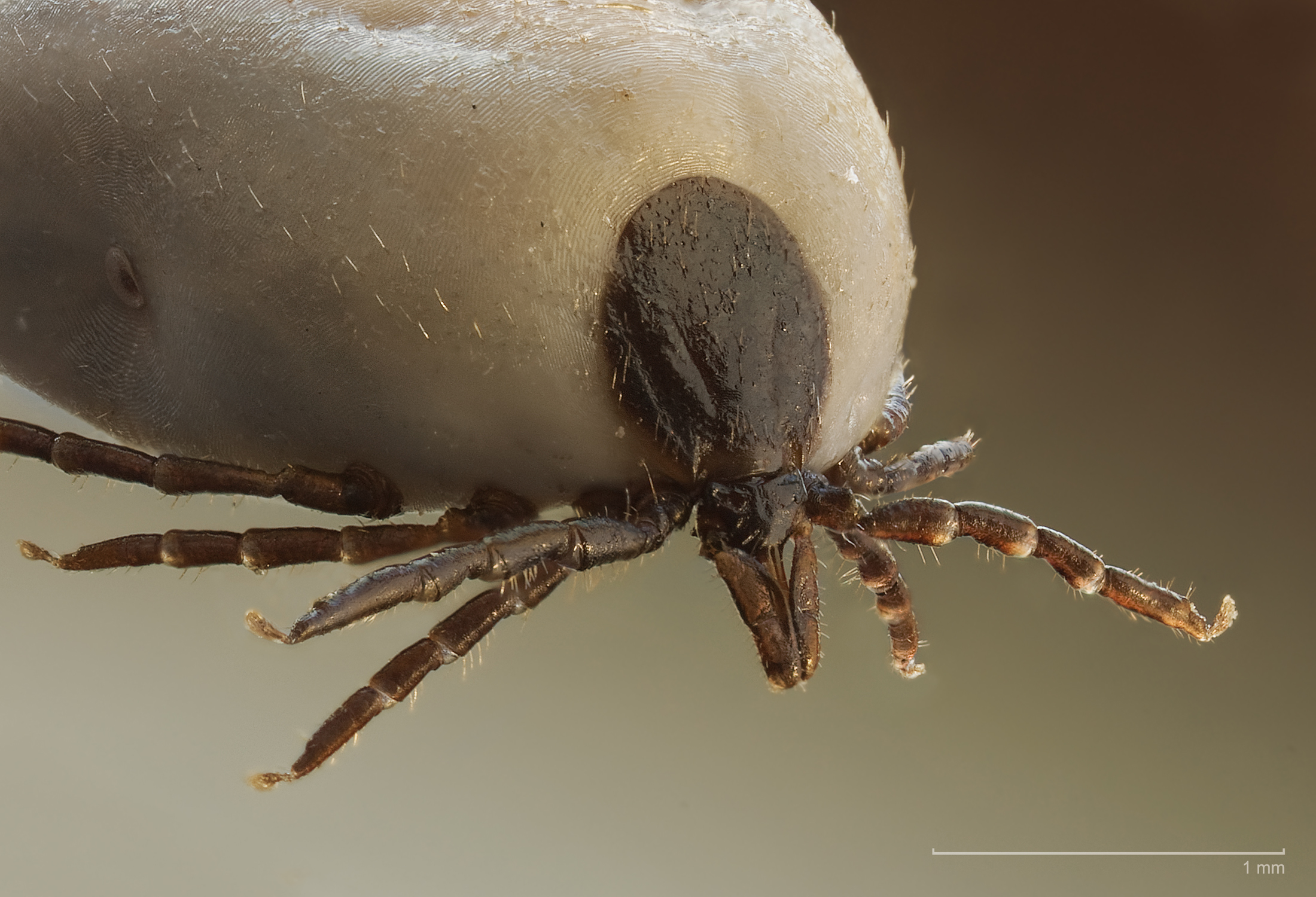
کنه کرچک گونه‌ای کنه است که عمدتاً در اروپا زندگی می‌کند.